# Campionati africani di badminton 2013
I Campionati africani di badminton 2013 si sono svolti a Beau Bassin-Rose Hill, alle Mauritius, dal 14 al 20 agosto 2013. È stata la 18ª edizione del torneo, organizzato dalla Badminton Confederation of Africa.

## Podi
| Evento              | Oro                                   | Argento                       | Bronzo                                 |
| Singolare maschile  | Jacob Maliekal                        | Prakash Vijayanath            | A Adamu                                |
| Singolare maschile  | Jacob Maliekal                        | Prakash Vijayanath            | Jinkan Ifraimu Bulus                   |
| Singolare femminile | Grace Gabriel                         | Kate Foo Kune                 | Michelle Butler-Emmett                 |
| Singolare femminile | Grace Gabriel                         | Kate Foo Kune                 | Hadia Hosny                            |
| Doppio maschile     | Andries Malan Willem Viljoen          | Enejoh Abah Victor Makanju    | Mohamed Abderrahime Belarbi Adel Hamek |
| Doppio maschile     | Andries Malan Willem Viljoen          | Enejoh Abah Victor Makanju    | Aatish Lubah Julien Paul               |
| Doppio femminile    | Juliette Ah-Wan Allisen Camille       | Shama Aboobakar Yeldy Louison | Michelle Butler-Emmett Jennifer Fry    |
| Doppio femminile    | Juliette Ah-Wan Allisen Camille       | Shama Aboobakar Yeldy Louison | Elme de Villiers Sandra Le Grange      |
| Doppio misto        | Willem Viljoen Michelle Butler-Emmett | Andries Malan Jennifer Fry    | Denneshsing Baboolall Shama Aboobakar  |
| Doppio misto        | Willem Viljoen Michelle Butler-Emmett | Andries Malan Jennifer Fry    | Sahir Edoo Yeldie Louison              |
| Squadra mista       | Sudafrica                             | Nigeria                       | Mauritius                              |
| Squadra mista       | Sudafrica                             | Nigeria                       | Seychelles                             |